# J Noa
Nohelys Jiménez (San Cristóbal, 17 de octubre de 2005), más conocida por su nombre artístico J Noa, es una rapera y compositora dominicana. En 2023 obtuvo una nominación a los Premios Grammy Latinos en la categoría de mejor canción de rap/hip hop por «Autodidacta», y un año después logró nominaciones a los Premios Soberano y a los Premios Lo Nuestro.

## Biografía

### Inicios
Jiménez nació en San Cristóbal, República Dominicana en 2005. Empezó a interesarse en la música en su infancia, cuando veía a los jóvenes de su barrio rapeando en las calles. En una entrevista con el diario El País, manifestó que escribió su primera canción a los ocho años.

### Contrato con Sony Music yAutodidacta
Tras publicar algunas canciones de forma independiente, en 2022 firmó un contrato discográfico con la empresa Sony Music Entertainment Centroamérica y Caribe, con la que publicó un EP titulado Mi barrio, acompañado de un minidocumental en la plataforma YouTube. A finales de ese mismo año estrenó un nuevo sencillo, titulado «¿Qué fue?».
Inició el 2023 publicando los sencillos «Betty» y «No me pueden parar», y en mayo del mismo año publicó el álbum Autodidacta. Con la canción homónima del disco obtuvo una nominación a los Premios Grammy Latinos 2023 en la categoría de mejor canción de rap/hip hop. En septiembre del mismo año participó en el especial Tiny Desk Concert, organizado por la emisora pública NPR.

### Actualidad
En 2024 estrenó el sencillo «Era de cristal» y recibió nominaciones a los Premios Soberano en la categoría de revelación del año (renglón popular) y a los Premios Lo Nuestro en la categoría de artista revelación femenina. En el mes de febrero, los medios anunciaron su participación en el festival Isle of Light en Santo Domingo y en el festival SXSW de Austin, Texas.

## Discografía

### Álbumes de estudio y EP
| Año  | Título                     | Discográfica                          |
| ---- | -------------------------- | ------------------------------------- |
| 2022 | Mi barrio - EP             | Sony Music Entertainment US Latin LLC |
| 2023 | Autodidacta - LP           | Sony Music Entertainment US Latin LLC |
| 2024 | Mátense por la Corona - LP |                                       |

### Sencillos
| Año  | Título                    | Discográfica                          |
| ---- | ------------------------- | ------------------------------------- |
| 2021 | «Freestyle #05 (temp. 3)» | Aparataje Music Group                 |
| 2022 | «¿Qué fue?»               | Sony Music Entertainment US Latin LLC |
| 2023 | «Betty»                   | Sony Music Entertainment US Latin LLC |
| 2023 | «No me pueden parar»      | Sony Music Entertainment US Latin LLC |
| 2023 | «Spicy»                   | Sony Music Entertainment US Latin LLC |
| 2024 | «Era de cristal»          | Sony Music Entertainment US Latin LLC |

## Premios y reconocimientos
| Año  | Evento                 | Categoría                            | Nominado(a)   | Resultado | Ref.   |
| ---- | ---------------------- | ------------------------------------ | ------------- | --------- | ------ |
| 2023 | Premios Grammy Latinos | Mejor canción de rap/hip hop         | «Autodidacta» | Nominada  | [ 3 ]  |
| 2024 | Premios Soberano       | Revelación del año (renglón popular) | J Noa         | Pendiente | [ 11 ] |
| 2024 | Premios Lo Nuestro     | Artista revelación femenina          | J Noa         | Pendiente | [ 12 ] |